# Dokus de leerling
Dokus de leerling (L'Élève Ducobu) is een Belgische stripreeks getekend door Godi en geschreven door Zidrou. Zij wordt uitgegeven bij Le Lombard. De strip zelf bestaat uit gags van één pagina (soms meerdere pagina's). De strip was lange tijd te zien in het kinderweekblad Zonneland.

## Geschiedenis
Dokus kwam ten tonele in 1992 als een strip van één pagina in de krant.
Later werden deze gags gebundeld en kwamen er nieuwe strips.

## Hoofdpersonages
- Dokus: Een luilak die niet anders doet dan spieken. Als hij niet aan het spieken is zal je hem vinden in de hoek waar zijn beste vriend Hein staat. Samen met hem zoekt hij altijd naar nieuwe technieken om te kunnen spieken. Dokus heeft een nogal grote eetlust en eet met name veel ongezonde snacks. Mede hierdoor is Dokus niet erg sportief of zelfs maar actief (het valt eigenlijk zelfs te zeggen dat Dokus op vrijwel elk vlak moet onder doen voor Leonie). Wel heeft hij een goed gevoel voor humor en een filosofische kijk op het leven. Dokus wordt getypeerd door zijn geel-zwart gestreepte trui (dit verwijst naar het feit dat hij gevangen is in school).
- Leonie: Leonie is de slimste van de klas en tevens het buurmeisje van Dokus. Ze neemt enkel genoegen met tienen die ze door haar intellect en studiehouding makkelijk verdient. Door haar slimheid spiekt Dokus altijd van haar. Dit neemt ze hem natuurlijk niet in dank af en ze houdt Dokus dan ook, vaak gewelddadig, van haar toets weg. Ook heeft Leonie een verborgen liefde voor Dokus. Leonie wordt getypeerd met een rood jurkje en witte stippen.
- Meneer Peeters: Meneer Peeters is de leraar van Dokus. Hij lijkt meestal, behalve als Dokus het hem weer onmogelijk maakt, veel plezier te scheppen in zijn job. Hij maakt geregeld sarcastische opmerkingen tegenover zijn leerlingen en houdt hen hardhandig onder de duim. Hij zorgt ervoor dat Dokus telkens in de hoek belandt (wat Dokus trouwens helemaal niet erg vindt). Zijn topleerling is natuurlijk Leonie en daar loopt hij dan ook veel over op te scheppen. Meneer Peeters' moeder sterft vlak voor kerstmis in het 6de album. Meneer Peeters draagt altijd zijn grijze oude stofjas.
- Hein: Hein is in het klaslokaal Dokus' beste vriend. Hein is een geraamte dat tijdens de anatomielessen wordt gebruikt. Samen met Dokus zoekt hij steeds nieuwe technieken om te kunnen spieken.
- Knekeltje: Knekeltje is de speelkameraad van Hein. Knekeltje is het achtergelaten geraamte van een hond. Deze hond werd door Dokus aan Hein gegeven. Hij werd geïntroduceerd in album 7.
- De vader van Dokus: Dokus lijkt sprekend op zijn vader, net zoals Dokus is zijn vader geen rekenwonder, kopieert hij schaamteloos zijn buur maar is hij ook erg levenslustig. Hij lijkt het niet erg te vinden dat zijn zoon altijd met nullen thuis komt. Hij werkt op het ministerie van werkgelegenheid.
- De moeder van Leonie: De moeder van Leonie draagt dezelfde kleding als Leonie. Ze heeft een hekel aan Dokus, omdat ze vindt dat hij van Leonie profiteert. Zij en Dokus' vader maken vaak ruzie op de oudercontacten van hun kinderen.

## Albums
De (oorspronkelijke) Franse titel is schuin weergegeven.
1. De spiekende spieker - Un copieur sachant copier ! (1997)
2. In de hoek! - Au coin ! (1998)
3. Je antwoorden of je leven? - Les Réponses ou la vie ? (1999)
4. De klassenstrijd - La Lutte des classes (1999)
5. Liever lui dan moe - Le Roi des cancres (2000)
6. Soort zoekt soort! - Un Amour de potache (2001)
7. Was het maar weer vakantie! - Vivement les vacances ! (2001)
8. Hoera, Straf! - Punis pour le meilleur et pour le pire (2002)
9. De superluilak - Le Fortiche de la triche (2003)
10. Miss tien op tien - Miss dix sur dix (2004)
11. Dat kan beter!  - Peut mieux faire ! (2005)
12. Een IQ van 280! - 280 de Q.I. ! (2006)
13. Mij niet gezien! - Pas vu, pas pris ! (2007)
14. De beste van de klas (maar niet heus) - Premier de la classe (en commençant par la fin) (2008)
15. Er hangt vakantie in de lucht - Ça sent les vacances (2009)
16. In beslag genomen! - Confisqués ! (2010)
17. Stilte, hier wordt gespiekt! - Silence, on copie! (2011)
18. Te hoog gegrepen! - Révise un max! (2012)
19. Dokus, modelleerling - Ducobu, élève modèle (2013)
20. 0+0=Dokus - 0 + 0 = Duco (2014)
21. On-ver-be-ter-lijk! - In-Cu-Ra-Ble! (2015)
22. Plan D - Système D (2016)
23. Meesterspieker - Profession : Tricheur (2017)
24. Opgelet, school! - Attention, école! (2019)
25. Schoolidool! - L'idole des écoles! (2020)
26. Stem Dokus! - Votez Ducobu! (2022)
27. Genoeg gelachen! - Fini de rire! (2023)
28. Groene vingers - En vert et contre tous! (2024)
29. Op naar de top - Dernier de cordée! (2025)

## Bewerkingen
In 2011 verscheen de avondvullende live-action-film L'élève Ducobu van regisseur Philippe de Chauveron met rollen voor onder meer Vincent Claude als Dokus en Juliette Chappey als Leonie. In 2012 volgde de sequel, Les vacances de Ducobu, van dezelfde regisseur en een groot deel van dezelfde cast. Dokus wordt er gespeeld door François Viette. Vervolgens verscheen in 2020 een derde film met Mathys Gros als Dokus en Leeloo Eyme als Leonie.
Anno 2017 wordt er gewerkt aan een tekenfilmserie met 52 afleveringen van 11 minuten.

## Stripmuur
Op 8 juni 2018 werd op de Zespenningenstraat 25 te Brussel een stripmuur van Dokus onthuld.

## Trivia
- Tussen het uitbrengen van de albums verstrijkt steeds een jaar. Toch blijven Dokus en Leonie telkens in dezelfde klas zitten (waarschijnlijk in het 6de jaar). Voor Dokus is dat niet verbazingwekkend omdat hij alleen nullen haalt. Voor Leonie die het jaar telkens met 99,999% afsluit is dit erg frustrerend. De tekenaars hebben dit al enkele malen in een gag gestopt.
- Zowel Dokus als Leonie wonen bij één ouder. Dokus' ouders zijn gescheiden en Dokus ziet zijn moeder nooit. Leonies vader is vertrokken vlak na haar geboorte.
- Dokus is geboren op 1 april, om 00.00. Leonie is geboren op 10 oktober, om 10 over 10
- Meneer Peeters had vroeger even slechte punten als Dokus.
- De school waar de strip zich afspeelt heet de Sint-Hillariusschool. (in het Frans: École primaire de Saint-Potache)
- Een running gag in de strip is het dictee dat Meneer Peeters altijd geeft aan de klas van Dokus. Dit dictee, getiteld 'De paddenstoelenvangst', begint bijna altijd met 'Wij verzamelden een mooie oogst aan paddenstoelen:' gevolgd door een opsomming van moeilijk te spellen paddenstoelennamen. De uitvinder, genaamd Hermanus Geniep, schreef er honderddertig varianten van. Soms is er ook een soortgelijk dictee beginnend met 'Wij stelden een charmant boeket samen van...'. Nog iets dat zich vaak herhaalt is dat Meneer Peeters Dokus de tafels van vermenigvuldiging opvraagt. Hij zal ook bijna altijd eerst vragen wat 6 × 7 is.